# Brown Sugar
Brown Sugar (wörtlich übersetzt „Brauner Zucker“) ist ein Lied der britischen Rockband The Rolling Stones. Es ist der erste Titel auf dem 1971 erschienenen Album Sticky Fingers und wurde im Frühjahr 1971 auch als Single veröffentlicht. Komponiert wurde das Lied von Mick Jagger, der hier auch das open-g-Gitarrenriff lieferte, welches von Keith Richards für die Aufnahme dann eingespielt wurde. Das Musikmagazin Rolling Stone wählte das Stück 2004 auf Platz 490 seiner Liste der 500 besten Songs aller Zeiten.

## Entstehung
Die Idee zu dem Song kam dem Sänger der Rolling Stones, Mick Jagger, im Jahre 1969 während der Dreharbeiten zu dem Film Kelly, der Bandit, in dem Jagger die Hauptrolle spielt und seine Freundin Marianne Faithfull die Schwester des Banditen. Jagger, der damals auch eine intime Beziehung zu dem afroamerikanischen Model Marsha Hunt hatte, erfand zu einem auf der Gitarre gespielten Riff zunächst die Textzeile „Black pussy, how come you taste so good?“ Jagger änderte dann zu „Brown Sugar, how come you taste so good?“, worin ein Bezug zum Heroin, das zu dieser Zeit von Keith Richards, Marianne Faithfull, Anita Pallenberg und anderen Freunden Jaggers konsumiert wurde, gesehen werden kann.  Im selben Jahr begannen bereits die ersten Aufnahmen zu dem Stück. Einige Aufnahmen aus dieser Zeit sind unter Bootleg-Sammlern sehr begehrt, unter anderem eine Version, auf der Eric Clapton an der Slide-Gitarre zu hören ist. Wegen des anstößigen Textes wurde jedoch vorerst keine Aufnahme veröffentlicht.
Im Dokumentarfilm Gimme Shelter aus dem Jahre 1970 wurde der Song das erste Mal in einer kurzen Demoversion angespielt, ebenso wie die Titel You Gotta Move und Wild Horses, die ebenfalls auf Sticky Fingers vertreten sind.
Die Singleveröffentlichung von Brown Sugar im April/Mai 1971 wurde zu einem Nummer-eins-Hit in den USA und einem Nummer-zwei-Hit in Großbritannien. Seither ist er einer der berühmtesten klassischen Rocksongs. Während die US-amerikanische Single als B-Seite nur den Titel Bitch bekam, wurde in Großbritannien noch zusätzlich eine Live-Version des Chuck-Berry-Songs Let It Rock beigefügt, den die Stones im März 1971 auf einem Konzert in der Universität von Leeds aufnahmen.
Die Alternativversion mit Eric Clapton wurde in den Deluxe- und Super-Deluxe-Editionen des wiederaufgelegten Albums Sticky Fingers im Juni 2015 veröffentlicht.

## Rezeption
Brown Sugar zählte zu den Standardsongs, die die Stones auf ihren Konzerten aufführen. Er wurde von 1971 bis 2021 auf jeder Tournee gespielt. Liveversionen sind auf den Alben Love You Live (1977), Flashpoint (1991) und Live Licks (2004) zu hören. 
Im 1982 erschienenen Konzertfilm Let’s Spend the Night Together von Hal Ashby und in der von Martin Scorsese gedrehten Konzertdokumentation Shine a Light aus dem Jahre 2008 ist der Titel ebenfalls vertreten.
Das Lied ist wegen mehrerer Textpassagen, u. a. „Scarred old slaver knows he’s doin’ all right. Hear him whip the women just around midnight“, umstritten. Im Oktober 2021 verkündete die Band, den Titel aus ihrer Setliste zu nehmen.

## Kommerzieller Erfolg

### Chartplatzierungen
| ChartsChartplatzierungen       | Höchstplatzierung | Wochen/ Monate |
| ------------------------------ | ----------------- | -------------- |
| Deutschland (GfK)              | 4 (18 Wo.)        | 18 Wo.         |
| Österreich (Ö3)                | 10 (3 Mt.)        | 3 Mt.          |
| Schweiz (IFPI)                 | 1 (12 Wo.)        | 12 Wo.         |
| Vereinigte Staaten (Billboard) | 1 (12 Wo.)        | 12 Wo.         |
| Vereinigtes Königreich (OCC)   | 2 (17 Wo.)        | 17 Wo.         |

| ChartsJahrescharts (1971)      | Platzierung |
| ------------------------------ | ----------- |
| Deutschland (GfK)              | 22          |
| Vereinigte Staaten (Billboard) | 18          |

### Auszeichnungen für Musikverkäufe
Brown Sugar avancierte bereits zum Zeitpunkt der Singleveröffentlichung zum Millionenseller, davon sind über 920.000 Einheiten durch Schallplattenauszeichnungen belegt.
| Land/Region                  | Auszeichnungen für Musikverkäufe (Land/Region, Auszeichnung, Verkäufe) | Verkäufe |
| ---------------------------- | ---------------------------------------------------------------------- | -------- |
| Australien (ARIA)            | Platin                                                                 | 70.000   |
| Vereinigtes Königreich (BPI) | Silber (Physisch) · + Platin (Digital)                                 | 850.000  |
| Insgesamt                    | 1× Silber · 2× Platin ·                                                | 920.000  |

Hauptartikel: The Rolling Stones/Auszeichnungen für Musikverkäufe

## Coverversionen
- 1971: Little Richard (Album: King of Rock and Roll)